# Moechotypa paraformosana
Espèce
Moechotypa paraformosana est une espèce de coléoptères de la famille des Cerambycidae. Elle est décrite par Stephan von Breuning en 1979.
Cette espèce est connue à Taiwan.